# Christoph Marthaler
Christoph Marthaler, född 17 oktober 1951 i Erlenbach i kantonen Zürich, är en schweizisk teaterregissör och musiker.

## Biografi
Christoph Marthaler studerade först blockflöjt och oboe i Zürich. I slutet av 1960-talet studerade han vid Jacques Lecoqs teaterskola i Paris. Tillbaka i Schweiz arbetade han som kompositör och musiker för Theater am Neumarkt i Zürich. Under de följande åren gjorde han ett stort antal kompositioner åt teatrar i Tyskland. Tillsammans med två andra grundade han den experimentella teatergruppen Tarot. Han debuterade som regissör 1988 med Ankunft Badischer Bahnhof som spelades på Basels bangård. Året därpå började han regissera för Theater Basel. Det stora genombrottet som regissör kom på Volksbühne i Berlin 1993 med hans egen Murx den Europäer! Murx ihn! Murx ihn! Murx ihn! Murx ihn ab!, ett rekviem över DDR och kommunismen. Under de följande åren var han knuten dels till Volksbühne, dels till Deutsches Schauspielhaus i Hamburg där han också 1993 regisserade båda delarna av Johann Wolfgang von Goethes Faust. Vid denna tid började han även att regissera opera. 2001-2004 var han chef för Schauspielhaus Zürich som han förvandlade till en av de ledande teatrarna i Europa. Därefter har han frilansat i Tyskland, Österrike, Frankrike, Belgien och Schweiz Han har varit inbjuden till Berliner Theatertreffen hela 13 gånger, 2004 vann han första pris. Hans uppsättningar har gästat Avignonfestivalen 2004, 2010 och 2013. Bland utmärkelser han tilldelats kan nämnas det europeiska teaterpriset Premio Europa New Theatrical Realities 1994. Både 1997 och 1999 utsågs han till årets regissör av den prestigefyllda tidskriften Theater heute.
Christoph Marthaler räknas som en av de stora förnyarna av europeisk teater under slutet av 1900-talet. Hans föreställningar präglas av långsamhet och upprepningar. Hans stil bygger på ett mimiskt/gestiskt språk, scenisk minimalism, stumfilmsinspirerad komik och ironiskt patos. Han har också väckt nytt liv i den politiska teatern, i hans version med en absurdistisk touch.
1994 gästspelade Volksbühne på Stockholms stadsteater med hans kultförklarade uppsättning Murx den Europäer!.